# Musi Rawas
Musi Rawas là một regency (huyện) thuộc tỉnh Nam Sumatra, Indonesia. Huyện có diện tích 12.365,8 km² và dân số là 454.142 người năm 2000. Huyện lị nằm tại Muara Beliti Baru.

## Hành chính
Musi Rawas được chia thành 21 kecamatan (phó huyện/xã):
1. Suku Tengah Lakitan Ulu Terawas
2. Bulang Tengah Suku Ulu
3. Jayaloka
4. Karang Dapo
5. Karang Jaya
6. Megang Sakti
7. Muara Beliti
8. Muara Kelingi
9. Muara Lakitan
10. Nibung
11. Purwodadi
12. Rawas Ilir
13. Rawas Ulu
14. Rupit
15. Selangit
16. Sukakarya
17. Sumber Harta
18. Tugumulyo
19. Tiang Pumpung Kepungut
20. Tuah Negeri
21. Ulu Rawas